# Wasting Light World Tour
La Wasting Light World Tour es una gira de la banda norteamericana Foo Fighters. Arrancó el 14 de mayo de 2011. Dando fechas en América del Norte, Europa, Oceania y por primera vez en América del Sur.

## Wasting Light World Tour
| Fecha                           |                             | Ciudad                   | País           | Teatro                                     |
| ------------------------------- | --------------------------- | ------------------------ | -------------- | ------------------------------------------ |
| Warm Up Shows/ Promotional Legs |                             |                          |                |                                            |
| 21 de diciembre de 2010         | Bandera de Estados Unidos   | Los Angeles, CA          | Estados Unidos | Paladino's                                 |
| 28 de enero de 2011             | Bandera de Estados Unidos   | Santa Barbara, CA        | Estados Unidos | Velvet Jones                               |
| 4 de febrero de 2011            | Bandera de Estados Unidos   | Los Angeles, CA          | Estados Unidos | Dragonfly                                  |
| 7 de febrero de 2011            | Bandera de Estados Unidos   | West Hollywood, CA       | Estados Unidos | The Roxy                                   |
| 8 de febrero de 2011            | Bandera de Estados Unidos   | Los Angeles, CA          | Estados Unidos | Spaceland                                  |
| 15 de febrero de 2011           | Bandera de Estados Unidos   | West Hollywood, CA       | Estados Unidos | The Troubadour                             |
| 23 de febrero de 2011           | Bandera del Reino Unido     | Londres                  | Reino Unido    | O2 Academy Brixton - NME Awards            |
| 25 de febrero de 2011           | Bandera del Reino Unido     | Londres                  | Reino Unido    | Wembley Arena - NME Awards Big Gig         |
| 26 de febrero de 2011           | Bandera del Reino Unido     | Londres                  | Reino Unido    | Dingwalls                                  |
| 28 de febrero de 2011           | Bandera de Alemania         | Colonia                  | Alemania       | Gloria Theatre                             |
| 4 de marzo de 2011              | Bandera de Suecia           | Estocolmo                | Suecia         | Stora Salen, Nalen                         |
| 22 de marzo de 2011             | Bandera de Nueva Zelanda    | Auckland                 | Nueva Zelanda  | Auckland Town Hall                         |
| 24 de marzo de 2011             | Bandera de Australia        | Sídney                   | Australia      | Goat Island                                |
| 25 de marzo de 2011             | Bandera de Australia        | Sídney                   | Australia      | Manning Bar                                |
| 27 de marzo de 2011             | Bandera de Australia        | Brisbane                 | Australia      | Brisbane River Stage                       |
| Reino Unido y Norte América     |                             |                          |                |                                            |
| 14 de mayo de 2011              | Bandera del Reino Unido     | Carlisle                 | Reino Unido    | Carlisle Airport                           |
| 17 de mayo de 2011              | Bandera de Estados Unidos   | Tulsa, OK                | Estados Unidos | BOK Center                                 |
| 18 de mayo de 2011              | Bandera de Estados Unidos   | Little Rock, AK          | Estados Unidos | Verizon Arena                              |
| 20 de mayo de 2011              | Bandera de Estados Unidos   | Memphis, TN              | Estados Unidos | FedExForum                                 |
| 21 de mayo de 2011              | Bandera de Estados Unidos   | Gulf Shores, AL          | Estados Unidos | Hangout Music Festival                     |
| 23 de mayo de 2011              | Bandera de Estados Unidos   | Council Bluffs, IA       | Estados Unidos | Mid-America Center                         |
| 26 de mayo de 2011              | Bandera de Estados Unidos   | Missoula, MT             | Estados Unidos | Adams Center                               |
| 27 de mayo de 2011              | Bandera de Estados Unidos   | George, WA               | Estados Unidos | Sasquatch! Music Festival                  |
| Europa                          |                             |                          |                |                                            |
| 9 de junio de 2011              | Bandera de Suiza            | Interlaken               | Suiza          | Greenfield Festival                        |
| 11 de junio de 2011             | Bandera del Reino Unido     | Isla de Wight            | Reino Unido    | Isle of Wight Festival                     |
| 13 de junio de 2011             | Bandera de los Países Bajos | Landgraaf                | Países Bajos   | Pinkpop                                    |
| 15 de junio de 2011             | Bandera de Italia           | Milán                    | Italia         | IdRHO Festival                             |
| 17 de junio de 2011             | Bandera de Alemania         | Neuhausen                | Alemania       | Southside Festival                         |
| 18 de junio de 2011             | Bandera de Alemania         | Berlín                   | Alemania       | Wulheide                                   |
| 19 de junio de 2011             | Bandera de Alemania         | Scheessel                | Alemania       | Hurricane Festival                         |
| 21 de junio de 2011             | Bandera de Dinamarca        | Copenhague               | Dinamarca      | Refshaleøen                                |
| 22 de junio de 2011             | Bandera de Suecia           | Estocolmo                | Suecia         | Stockholm Stadium                          |
| 14 de junio de 2011             | Bandera de Noruega          | Oslo                     | Noruega        | Telenor Arena                              |
| 26 de junio de 2011             | Bandera de Finlandia        | Helsinki                 | Finlandia      | Kalasatama                                 |
| 2 de julio de 2011              | Bandera del Reino Unido     | Milton Keynes            | Reino Unido    | National Bowl                              |
| 3 de julio de 2011              | Bandera del Reino Unido     | Milton Keynes            | Reino Unido    | National Bowl                              |
| 6 de julio de 2011              | Bandera de España           | Madrid                   | España         | Palacio de Deportes                        |
| 7 de julio de 2011              | Bandera de Portugal         | Lisboa                   | Portugal       | Optimus Alive!                             |
| 9 de julio de 2011              | Bandera de Irlanda          | Naas                     | Irlanda        | Oxegen                                     |
| 10 de julio de 2011             | Bandera del Reino Unido     | Kinross                  | Reino Unido    | T in the Park                              |
| 11 de julio de 2011             | Bandera del Reino Unido     | Londres                  | Reino Unido    | The Roundhouse                             |
| Norte América                   |                             |                          |                |                                            |
| 7 de agosto de 2011             | Bandera de Estados Unidos   | Chicago, IL              | Estados Unidos | Lollapalooza                               |
| 9 de agosto de 2011             | Bandera de Canadá           | Toronto, ON              | Canadá         | Air Canada Centre                          |
| 10 de agosto de 2011            | Bandera de Canadá           | Montreal, QC             | Canadá         | Bell Centre                                |
| Europa                          |                             |                          |                |                                            |
| 20 de agosto de 2011            | Bandera de Austria          | St. Pölten               | Austria        | Frequency Festival                         |
| 21 de agosto de 2011            | Bandera de Alemania         | Leipzig                  | Alemania       | Highfield Festival                         |
| 23 de agosto de 2011            | Bandera de Alemania         | Cologne                  | Alemania       | Lanxess Arena                              |
| 24 de agosto de 2011            | Bandera de Alemania         | Übersee                  | Alemania       | Chiemsee Festival                          |
| 26 de agosto de 2011            | Bandera de Francia          | St. Cloud                | Francia        | Rock en Seine                              |
| Norte América                   |                             |                          |                |                                            |
| 14 de septiembre de 2011        | Bandera de Estados Unidos   | St. Paul, MN             | Estados Unidos | Xcel Center                                |
| 16 de septiembre de 2011        | Bandera de Estados Unidos   | Kansas City, MO          | Estados Unidos | Sprint Center                              |
| 17 de septiembre de 2011        | Bandera de Estados Unidos   | St. Louis, MO            | Estados Unidos | Scottrade Center                           |
| 19 de septiembre de 2011        | Bandera de Estados Unidos   | Detroit, MI              | Estados Unidos | Palace of Auburn Hills                     |
| 20 de septiembre de 2011        | Bandera de Estados Unidos   | Cleveland, OH            | Estados Unidos | Quicken Loans Arena                        |
| 22 de septiembre de 2011        | Bandera de Estados Unidos   | Columbus, OH             | Estados Unidos | Nationwide Arena                           |
| 23 de septiembre de 2011        | Bandera de Estados Unidos   | Pittsburgh, PA           | Estados Unidos | Consol Energy Center                       |
| 25 de septiembre de 2011        | Bandera de Estados Unidos   | Buffalo, NY              | Estados Unidos | HSBC Center                                |
| 26 de septiembre de 2011        | Bandera de Estados Unidos   | East Rutherford, NJ      | Estados Unidos | Izod Center                                |
| 9 de octubre de 2011            | Bandera de Estados Unidos   | Denver, CO               | Estados Unidos | Pepsi Center                               |
| 11 de octubre de 2011           | Bandera de Estados Unidos   | Salt Lake City, UT       | Estados Unidos | Maverik Center                             |
| 16 de octubre de 2011           | Bandera de Estados Unidos   | Los Angeles, CA          | Estados Unidos | The Forum                                  |
| 14 de octubre de 2011           | Bandera de Estados Unidos   | Los Angeles, CA          | Estados Unidos | The Forum                                  |
| 16 de octubre de 2011           | Bandera de Estados Unidos   | Phoenix, AZ              | Estados Unidos | US Airways Center                          |
| 17 de octubre de 2011           | Bandera de Estados Unidos   | San Diego, CA            | Estados Unidos | Viejas Arena                               |
| 19 de octubre de 2011           | Bandera de Estados Unidos   | Oakland, CA              | Estados Unidos | Oracle Arena                               |
| 23 de octubre de 2011           | Bandera de Estados Unidos   | Mountain View, CA        | Estados Unidos | Shoreline Amphitheatre                     |
| 25 de octubre de 2011           | Bandera de Canadá           | Vancouver, BC            | Canada         | Rogers Arena                               |
| 27 de octubre de 2011           | Bandera de Canadá           | Calgary, AB              | Canada         | Scotiabank Saddledome                      |
| 28 de octubre de 2011           | Bandera de Canadá           | Edmonton, AB             | Canada         | Rexall Place                               |
| 1 de noviembre de 2011          | Bandera de Estados Unidos   | Sacramento, CA           | Estados Unidos | Power Balance Pavilion                     |
| 7 de noviembre de 2011          | Bandera de Estados Unidos   | Duluth, GA               | Estados Unidos | Gwinnett Center                            |
| 8 de noviembre de 2011          | Bandera de Estados Unidos   | Charlotte, NC            | Estados Unidos | Time Warner Cable Arena                    |
| 10 de noviembre de 2011         | Bandera de Estados Unidos   | Filadelfia (Pensilvania) | Estados Unidos | Wells Fargo Center                         |
| 11 de noviembre de 2011         | Bandera de Estados Unidos   | Washington, D.C.         | Estados Unidos | Verizon Center                             |
| 13 de noviembre de 2011         | Bandera de Estados Unidos   | New York, NY             | Estados Unidos | Madison Square Garden                      |
| 14 de noviembre de 2011         | Bandera de Estados Unidos   | Newark, NJ               | Estados Unidos | Prudential Center                          |
| 16 de noviembre de 2011         | Bandera de Estados Unidos   | Boston, MA               | Estados Unidos | TD Garden                                  |
| Oceania                         |                             |                          |                |                                            |
| 28 de noviembre de 2011         | Bandera de Australia        | Perth                    | Australia      | Perth Oval                                 |
| 2 de diciembre de 2011          | Bandera de Australia        | Melbourne                | Australia      | AAMI Park                                  |
| 3 de diciembre de 2011          | Bandera de Australia        | Melbourne                | Australia      | AAMI Park                                  |
| 5 de diciembre de 2011          | Bandera de Australia        | Adelaide                 | Australia      | Adelaide Oval                              |
| 8 de diciembre de 2011          | Bandera de Australia        | Sídney                   | Australia      | Sídney Football Stadium                    |
| 10 de diciembre de 2011         | Bandera de Australia        | Gold Coast               | Australia      | Metricon Stadium                           |
| 13 de diciembre de 2011         | Bandera de Nueva Zelanda    | Auckland                 | New Zealand    | Western Springs Stadium                    |
| Sudamérica                      |                             |                          |                |                                            |
| 1 de abril de 2012              | Bandera de Chile            | Santiago                 | Chile          | Lollapalooza Chile 2012 - Parque O'Higgins |
| 3 de abril de 2012              | Bandera de Argentina        | Buenos Aires             | Argentina      | Quilmes Rock - River Plate Stadium         |
| 4 de abril de 2012              | Bandera de Argentina        | Buenos Aires             | Argentina      | Quilmes Rock - River Plate Stadium         |
| 7 de abril de 2012              | Bandera de Brasil           | Sao Paulo                | Brazil         | Lollapalooza Brazil - Jockey Club          |
| América del Norte               |                             |                          |                |                                            |
| 6 de mayo de 2012               | Bandera de Estados Unidos   | New Orleans, LA          | United States  | New Orleans Jazz & Heritage Festival       |
| 19 de mayo de 2012              | Bandera de Estados Unidos   | Asbury Park, NJ          | United States  | The Bamboozle                              |
| Europa                          |                             |                          |                |                                            |
| 24 de agosto de 2012            | Bandera del Reino Unido     | Leeds                    | Reino Unido    | Leeds Festival                             |
| 26 de agosto de 2012            | Bandera del Reino Unido     | Reading                  | Reino Unido    | Reading Festival                           |

- Datos: Q9095602